# Jana Kirschner

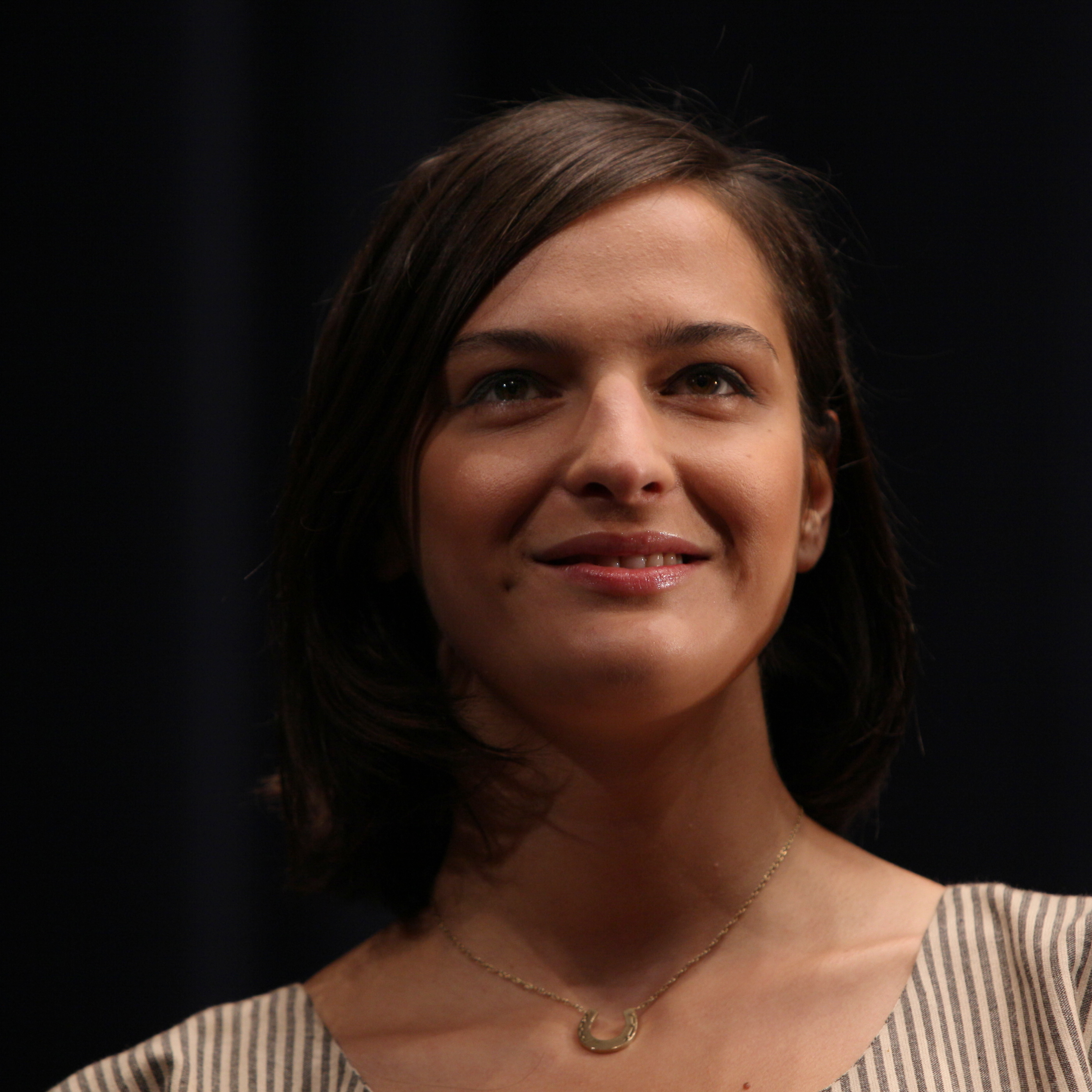
Jana Kirschner

Jana Kirschner (ur. 29 grudnia 1978 w Martinie) – słowacka piosenkarka.
Przełomowy dla jej kariery był rok 1996, kiedy stała się szerzej znana jako finalistka konkursu Miss Słowacji oraz wydała swój pierwszy album V cudzom meste. W 1999 została laureatką Złotego Słowika w kategorii „piosenkarka roku”. Sukces ten powtórzyła następnie przez trzy kolejne lata (2000, 2001 i 2002).

## Dyskografia

### Albumy
- 1996 – Jana Kirschner
- 1999 – V cudzom meste
- 2002 – Pelikán
- 2003 – Veci čo sa dejú
- 2007 – Shine
- 2010 – Krajina rovina
- 2013 – Moruša: Biela
- 2014 – Moruša: Čierna

### Kompilacje
- 2008 – The Best Of